# Ebulobo
L'Ebulobo és un estratovolcà que es troba al centre-sud de l'illa de Flores, Indonèsia. El cim s'alça fins als 2.124 msnm. La darrera erupció va tenir lloc el 27 de febrer de 1969.